# Parafia św. Rocha w Złotowie
 Parafia Świętego Rocha w Złotowie – parafia rzymskokatolicka należąca do diecezji bydgoskiej i dekanatu Złotów II.
Powołana 17 kwietnia 1981 roku. Pierwszym proboszczem od 1975 był ks. Jan Wicha, od 1992 funkcję proboszcza pełnił ks. Ryszard Teinert, od września 2009 ks. Witold Korowajczyk, od czerwca 2018 ks. Jacek Salwa. Parafia liczy 3122 wiernych. Kościół parafialny został wybudowany w latach 1903–1904 w stylu neogotyckim jako kaplica cmentarna. Plebania mieści się przy ulicy Pasterskiej.
Do parafii należy południowo-zachodnia część Złotowa oraz Blękwit i Klukowo.

## Stowarzyszenia i Ruchy
Caritas, Ministranci, Oaza Światło-Życie, Żywy Różaniec